# Tahírides del Iemen
Els Banu Tàhir o tahírides del Iemen foren una dinastia que va governar part del Iemen del 1451 al 1517 i va resistir als otomans fins al 1538. Van regnar al darrere dels rassúlides a les muntanyes del sud del Iemen i a la Tihama. El seu nom deriva de Tàhir ibn Mauda el pare del primer tahírida, originari de la regió de Djuban i d'al-Mikrana (80 km al sud de Rada), el qual va obtenir diversos favors dels rassúlides i va establir les bases de la dinastia.
Fou fundada per Àmir I (al-Màlik adh-Dhàhir Salah-ad-Din) junt amb el seu germà Alí al-Màlik al-Mujàhid Xams-ad-Din, que el 1143 van aprofitar les lluites finals de la dinastia rassúlida per apoderar-se de Lahej. El 1451, quan va caure la dinastia rassúlida es van fer independents i el 1454 es van apoderar d'Aden. El 1460 Àmir va renunciar al poder, però va seguir participant en política i va morir el 1466, en un combat a Sana; el va succeir el seu germà Alí al-Mujàhid. Aquest va governar fins al 1478. Va pujar al tron llavors al-Mansur Abd-al-Wahhab Taj-ad-Din (1478-1489) i a aquest el va succeir seu fill Àmir II al-Màlik adh-Dhàhir Salah-ad-Din fins al 1517.
Els estius residien a Juban i al-Mikrana a la muntanya i els hiverns residien a Zabid a la Tihama. Zabid va recuperar amb la dinastia el paper de centre cultural que havia tingut. L'activitat militar fou més dirigida a la Tihama que a expandir-se al nord del Iemen cap a Sanà. Gairebé gran part dels regants es van passar combatent a tribus revoltades.
El 1515 va arribar a l'illa de Kamaran la flota mameluca egípcia que pretenia limitar els efectes de l'amenaça portuguesa a les rutes comercials. Àmir II va refusar aprovisionar a la flota i fou derrotat en una batalla prop de Zabid per les forces mameluques que s'havien aliat als zaydites. Els mamelucs es van apoderar del tresor tahírida a al-Mikrana i el 1517 l'emir moria en combat prop de Sanaa. El seu fill Àhmad ibn Àmir va resistir als otomans (successors dels mamelucs) en fortaleses de muntanya, i va continuar la dinastia que va tenir encara quatre emirs al seu darrere. El darrer d'aquests fou Àmir III ibn Dàüd, que fou executat pels otomans el 1538.
Van deixar alguns edificis notables sent el més important la madrassa Amiriyya a Rada, construïda el 1504.